# First Things
First Things ist eine amerikanische Monatszeitschrift, die sich aus einer ökumenischen Perspektive mit Politik, Religion, Philosophie und Kultur befasst und dabei politisch und gesellschaftlich konservative Standpunkte vertritt. Die Zeitschrift wurde 1990 von Richard John Neuhaus gegründet und wird vom Institute on Religion and Public Life in New York herausgegeben.

## Geschichte und Ausrichtung
Der katholische Theologe Richard John Neuhaus gründete die Zeitschrift im März 1990, nachdem er zuvor mit einigen Mitarbeitern wegen inhaltlicher Differenzen aus dem Rockford Institute, einem paläokonservativen Think Tank, ausgeschieden war.
Mitglieder des Herausgeberkomitees waren in der Vergangenheit etwa Peter L. Berger, Gertrude Himmelfarb und Stanley Hauerwas. Hauerwas verließ das Herausgeberkomitee aus Kritik am Krieg gegen den Terror im Februar 2002, da die Zeitschrift die Maßnahmen der Regierung George W. Bush unterstützte.
First Things betrachtet es als Ziel, „zu einem religiös aufgeklärten öffentlichen Denken für die Ordnung der Gesellschaft beizutragen“.

## Autoren und Mitarbeiter
Die personelle Besetzung spiegelt den ökumenischen Anspruch der Zeitschrift wider: Chefredakteure waren seit der Gründung im Jahr 1990 der Lutheraner James Nuechterlein (1990–2004), der Jude Damon Linker (2004–2005), der Katholik Joseph Bottum (2005–2010) und der Katholik R. R. Reno (seit 2011).
Demgemäß kommen in der Zeitschrift in religiösen und kulturellen Fragen sowohl katholische, protestantische, orthodoxe als auch jüdische Stimmen zu Wort. Für First Things schreiben bzw. schrieben unter anderen Midge Decter, Mary Ann Glendon, Robert P. George, Peter Hitchens, David Horowitz, Thomas F. Madden, Roger Scruton, Robert Spaemann und Michael Wyschogrod.